# Eburodacrys vidua
Eburodacrys vidua es una especie de escarabajo longicornio del género Eburodacrys, tribu Eburiini, subfamilia Cerambycinae. Fue descrita científicamente por Lacordaire en 1869.

## Descripción
Mide 10-14 milímetros de longitud.

## Distribución
Se distribuye por Argentina, Brasil, Paraguay y Uruguay.